# Wyspa barierowa

Elementy wybrzeża – wyspa barierowa (Barier island)

Wyspa barierowa – jedna z lądowych form akumulacyjnych powstających wzdłuż wybrzeża w wyniku wzdłużbrzegowego i poprzecznego do brzegu przemieszczania się osadów, w miejscach spadku energii fal. Mają najczęściej postać wąskich i długich piaszczystych i piaszczysto-żwirowych utworów o niewielkim wyniesieniu ponad poziom morza.
Łańcuch wysp barierowych osłania ok. 10 proc. wybrzeży świata. Długość tych łańcuchów wynosi 20 783 km. Trzy czwarte takich wysp znajduje się na półkuli północnej. U wybrzeży USA jest ich aż 405, a duże ich nagromadzenie to m.in. Sea Islands leżące u wybrzeży Karoliny Południowej i Georgii.
Za największą wyspę barierową uznaje się Padre Island, leżącą wzdłuż teksańskiego wybrzeża Zatoki Meksykańskiej, której długość przekracza 130 km, a szerokość nie przekracza 3 km.